# Никандрова, Анна Тимофеевна
Анна Тимофеевна Никандрова - советский хозяйственный, государственный и политический деятель, Герой Социалистического Труда. 

## Биография
Родилась в 1919 году под Ямбургом. Член КПСС.
С 1934 года - на хозяйственной, общественной и политической работе. В 1934-1975 гг. —  ученица ФЗО, сборщица покрышек завода «Красный треугольник», признана лучшей в стране в 1938 году, сборщица покрышек Омского шинного завода,  сборщица покрышек Ленинградского производственного объединения «Красный треугольник» Министерства нефтеперерабатывающей и нефтехимической промышленности СССР.
Указом Президиума Верховного Совета СССР от 28 мая 1966 года присвоено звание Героя Социалистического Труда с вручением ордена Ленина и золотой медали «Серп и Молот».
Избиралась депутатом Верховного Совета РСФСР 7-го созыва.
Умерла в 1970-е годы в Ленинграде.